# Hans Maarten van den Brink
Hans Maarten van den Brink (Oegstgeest, 1956) è uno scrittore olandese.

## Biografia
Hans Maarten van den Brink è nato a Oegstgeest, nei Paesi Bassi, nel 1956, maggiore fra tre fratelli in una famiglia con madre tedesca e padre olandese. Il padre, psicologo, lasciò la famiglia quando Hans Maarten aveva dieci anni. Frequentò l'Università di Leida poi iniziò a scrivere per i giornali del college. Scrive per il quotidiano NRC-Handelsblad dal 1982 e ha vissuto in Spagna e negli Stati Uniti come corrispondente estero per molti anni, oltre a lavorare come caporedattore per la stazione televisiva olandese VPRO. Tra il 2005 e il 2006 è stato direttore ad interim del Kunstinstituut Mellyvan di Rotterdam.

## Opere
Alcune delle opere dell'autore:
- Reis naar de West, Meulenhoff, Amsterdam, 1986[3]
- Boven de grond in Washington en New York : berichten uit een nieuw Amerika, Meulenhoff, Amsterdam, 1988[4]
- De vooruitgang: roman, Meulenhoff, Amsterdam, 1993[5]
- Sull'acqua (Over het water: novelle), Meulenhoff, Amsterdam, 1998[6]
- Hart van glas, Meulenhoff, Amsterdam, 1999[7]
- ¡España! : de mooiste Nederlandse verhalen over Spanje, Prometheus, Amsterdam, 2001
- Eeuwig leven: een briefwisseling over geloven, De Bezige Bij, Amsterdam, 2010
- DHet ontbijtbuffet en andere verhalen, Meulenhoff, Amsterdam, 1988[8]

## Riconoscimenti
Come scrittore ha ricevuto fama internazionale col suo primo romanzo Sull'acqua, col quale ha ricevuto il Premio EuregioKultur 2002 (Premio Euregio di Letteratura Studentesca 2002).